# Главна бескидска стаза
Главна бескидска стаза Казимјежа Сосновског (пољ. Główny Szlak Beskidzki imienia Kazimierza Sosnowskiego, "GSB") је пешачки планинарски пут маркиран црвеном бојом пролазећи из Устроња у Шлеском Бескиду у Волосате у Бјешчадима.
Најдуља стаза у пољским планинама, има око 496 km дуљине, пролази кроз Шлески Бескид, Живјецки Бескид, Горце, Сондецки Бескид, Ниски Бјескид те Бјешчзадy. Пролазећи кроз највише делове пољских Бескида омогућује долазак на: Стожек Вјелки (чеш. Велки Стожек), Барању Гуру, Бабју гору, Полицу, Турбач, Лубањ, Прехибу, Рађејову, Јавожину Криницку, Ротунду, Цергову, Хрешчату, Смерек и Халич те у насеља као што су: Устроњ, Венгјерска Гурка, Јорданув, Рабка-Здруј, Крошћенко над Дунајцем, Ритро, Крињица-Здруј, Ивоњич-Здруј, Риманув-Здруј, Комањча, Цисна, Устшики Гурне и сл.
Главна бескидска стаза била је трасирана у међуратном раздобљу. Траса западног дела (Устроњ-Крињица) била је пројектирана од Казимјежа Сосновског и завршена 1929. године. Источни део, у складу с пројектом Мјечислава Орловича, био је завршен 1935. и водио је све до Чорногоре која се налазила у то време унутар граница Пољске. Између 1935. и 1939. названа је била по Јузефу Пилсудском..

## Рекорди
Тренутно најкраће време савладања целе стазе припада Маћеју Вјенцеку (inov-8 team PL) и износи 114 сата и 50 минута. Овај подвиг је успео да направи у данима 20—24. августа 2013. године. Раније скоро 7 година овај је рекорд припадао Пјотру Клосовичу за којега је у септембру 2006 савладање целе стазе трајало 168 сати. Обојица тркачи савладавали су ГСБ из истока ка западу, али Пјотр Клосович успео је да то направи без подржавајуће екипе, док Маћеј Вјенцек с подршком.

## Галерија
- Врх Бабје горе (1725 m, највиша тачка стазе)
- Турбач и Хала Длуга ("дуга ливада")
- Зграда ПТТК-а (Пољскога туристичкога друштва) на Турбачу (Горце)
- Поглед на Кичору из ланца Лубања
- Ланац Лубања виден из Пјењина
- Врх Рађјејове